# Rancho Alegre, Ocosingo
Rancho Alegre är en ort i Mexiko.   Den ligger i kommunen Ocosingo och delstaten Chiapas, i den sydöstra delen av landet, 800 km öster om huvudstaden Mexico City. Rancho Alegre ligger 865 meter över havet och antalet invånare är 125.
Terrängen runt Rancho Alegre är kuperad västerut, men österut är den bergig. Runt Rancho Alegre är det ganska glesbefolkat, med 22 invånare per kvadratkilometer. Närmaste större samhälle är Tierra Blanca, 1,8 km väster om Rancho Alegre. I omgivningarna runt Rancho Alegre växer i huvudsak städsegrön lövskog.